# Ensalada de col
La ensalada de col, llamada en árabe salaṭa malfūf (سلطة ملفوف‎), es una ensalada típica de El Líbano, a base de col picada, zumo de limón, aceite de oliva, ajo y menta seca (naʿna).